# Ashley MacIsaac

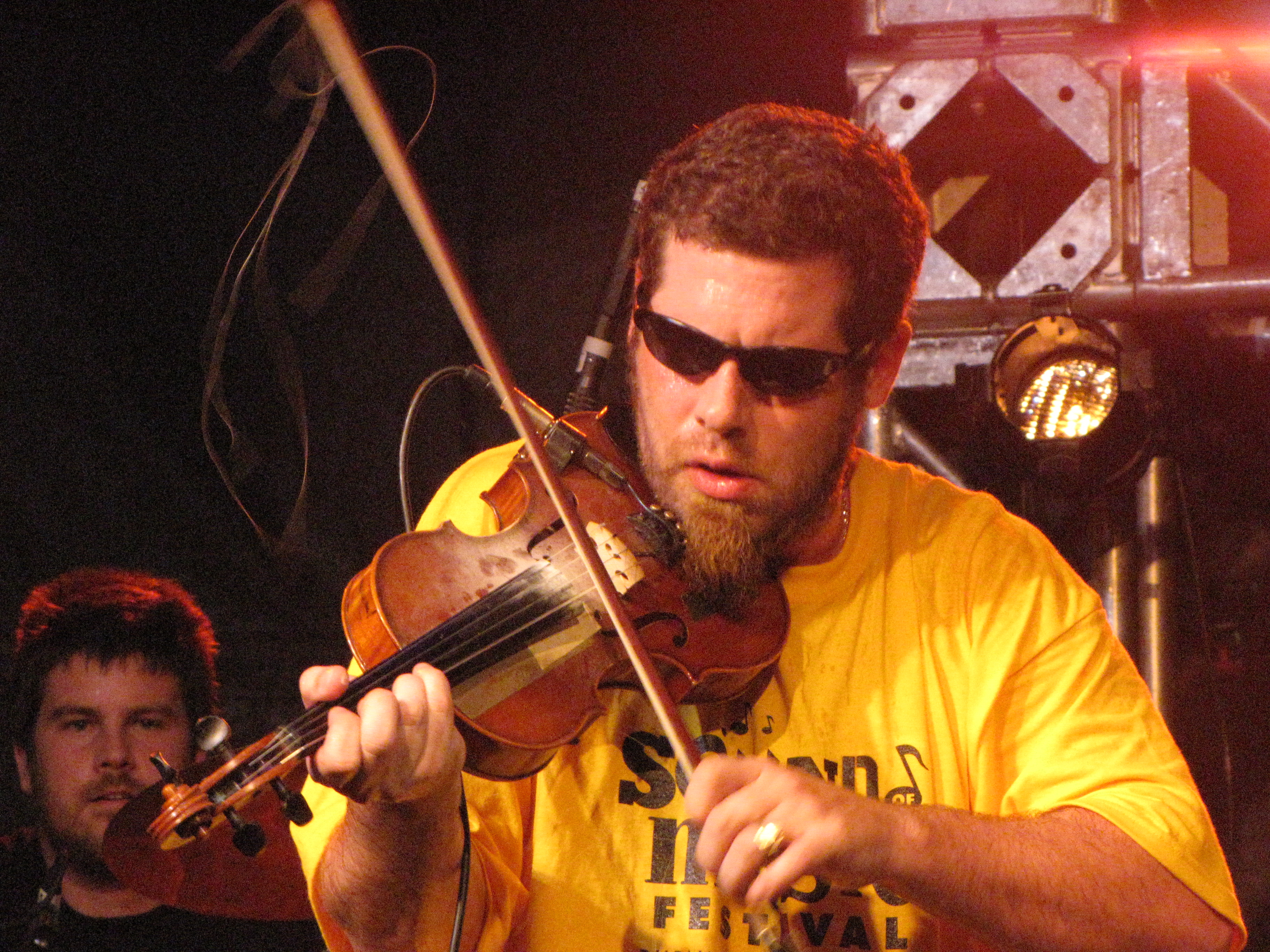
Ashley MacIsaac

Ashley Dwayne MacIsaac (* 24. Februar 1975 in Creignish auf Cape Breton, Nova Scotia, Kanada) ist ein kanadischer Geiger und Rockmusiker. Sein Stil umfasst nicht nur traditionelle Folkstücke, sondern er vermischt in seinen Stücken auch oft traditionelles Geigenspiel mit Elementen aus Rockmusik, Hip-Hop und Dance. Sein größter Erfolg war 1995 Sleepy Maggie aus dem Album Hi™ How Are You Today?, bei dem Mary Jane Lamond den gälischen Gesangspart übernahm.

## Karriere
Schon als Jugendlicher lernte MacIsaac von seinem Onkel, dem renommierten Geiger Buddy MacMaster (siehe auch: Traditionelle Musik auf Cape Breton), traditionell-schottisches Geigenspiel. 1996 spielte MacIsaac vor den Chieftains während deren US-Tournee.
Um 1998 stritt Ashley MacIsaac für die Unabhängigkeit von seinem Plattenlabel und wurde von Universal Music freigestellt. Daraufhin unterzeichnete er einen Vertrag bei dem Independent-Label Loggerhead Records für sein 1999 erschienenes Album Helter's Celtic.
Am 31. Dezember 1999 bot MacIsaac zum wiederholten Male einen kontroversen Auftritt bei einer Show in Halifax dar, der ausschließlich aus einer 20-minütigen Tirade mit zahlreichen Flüchen und diversen rassistischen Äußerungen bestand, von denen sich später herausstellte, dass sie ironisch gemeint waren. Einige Tage später war MacIsaac deswegen in einen über die Medien ausgetragenen Streit mit Loggerhead Records verwickelt, nachdem das Label eine Presseerklärung abgegeben hatte, in der es sich von den Aktionen MacIsaacs distanzierte.
Im Jahr 2000 erklärte MacIsaac gegenüber dem Halifax Chronicle Herald, dass er kurz vor einer Insolvenzerklärung sei; wenige Tage später zog er diese Aussage jedoch zurück. Einige Monate danach erklärte er jedoch seine Insolvenz nach kanadischem Recht.
2003 wurden erneut Vorwürfe gegen MacIsaac laut, er habe sich auf der Bühne rassistisch geäußert. Bei einem Auftritt beschuldigte er eine Asiatin im Publikum der Verbreitung von SARS. Daraufhin erklärte er, dass die Aussage als eine Ironie auf den Rassismus gedacht gewesen sei und verklagte die Zeitung Ottawa Citizen wegen ihrer Darstellung seiner Person als Rassist aufgrund dieser Äußerungen, obwohl er sich damit gegen die Fahndung nach rassischen Kriterien gewandt hatte, die zu der Zeit in Kanada durchgeführt wurde.
2005 schlug MacIsaac eine neue Richtung ein und unterzeichnete einen Vertrag bei Linus Entertainment. Er gründete eine Rockband, bei der er den Gesangspart übernahm und Gitarre spielte. Ferner teilte er mit, dass er an Politik interessiert sei und gab in einem Brief an die Zeitung National Post bekannt, dass er Verfassungsrecht studiere, um damit Zugang zur kanadischen Politik zu bekommen.
In der Ausgabe vom 20. März 2006 teilte MacIsaac in den Halifax Daily News seine Kandidatur für die Führung der Liberal Party of Canada mit. Einige kanadische Journalisten vermuteten dahinter Werbung für seine neue CD Pride, die einen Tag nach MacIsaacs Erklärung veröffentlicht wurde. MacIsaac erklärte, dass er die Kandidatur ernsthaft betreiben wolle, beendete aber am 21. Juni 2006 das Vorhaben. Er schloss jedoch zukünftige Versuche nicht aus. Als Gründe für seinen Rückzug gab er mangelnde Französischkenntnisse und seine Rücksicht auf die Pläne anderer führender Kandidaten für die Außenpolitik an.

## Trivia
- Am 18. Februar 2007 heiratete MacIsaac im Rahmen eines Auftritts auf der Kap-Breton-Insel seinen Freund Andrew Stokes. Das Paar spielte danach zusammen einen Jig.
- Ashleys Schwester Lisa ist ebenfalls Geigerin und Sängerin und hat an dem Album Helter's Celtic mitgewirkt. Sie ist Teil des Duos Madison Violet. Sein Cousin Alexis MacIsaac und seine Cousinen Wendy MacIsaac und Natalie MacMaster sind ebenfalls Geiger.
- In der Mangaserie Bleach ordnet der Autor Tite Kubo den Hauptfiguren Lieder als Thema zu, die ihrer Persönlichkeit entsprechen. MacIsaacs Wingstock wurde dem Charakter Rukia Kuchiki zugeordnet.
- Ashley MacIsaac ist Großcousin vom Gitarristen und Sänger der Band The White Stripes, Jack White. MacIsaac eröffnete ein Konzert der Band in Glace Bay.[4]

## Filmografie
- The Hanging Garden (1997)
- Power Play (TV-Serie, eine Episode, 1999)
- New Waterford Girl (1999)
- Nabbie no koi (1999)
- Marion Bridge (2002)
- Life and Times (2005)

## Diskografie
- Close to the Floor (1992)
- A Cape Breton Christmas (1993)
- Hi™ How Are You Today? (1995)
- Fine®, Thank You Very Much (1996)
- Helter's Celtic (1999)
- capebretonfiddlemusicNOTCALM (2001)
- Ashley MacIsaac (2003)
- Live at the Savoy (2004)
- Fiddle Music 101 (2005)
- Pride (2006)

MacIsaac hat 2003 außerdem eine Autobiografie unter dem Titel Fiddling with Disaster veröffentlicht.